# 49443 Marcobondi
49443 Marcobondi este un asteroid din centura principală de asteroizi.

## Descriere
49443 Marcobondi este un asteroid din centura principală de asteroizi. A fost descoperit pe 22 decembrie 1998 la Montelupo de D. Guidetti și E. Masotti. Asteroidul prezintă o orbită caracterizată de o semiaxă mare de 2,65 ua, o excentricitate de 0,24 și o înclinație de 10,8° în raport cu ecliptica.